# Willi Prinz
Willi Prinz (* 10. August 1909 in Köln-Kalk; † 28. Dezember 1973 in Garmisch-Partenkirchen), eigentlich Wilhelm Peter Prinz, war ein deutscher Politiker. Er war von 1949 bis 1951 erster Vorsitzender der Hamburger KPD.

## Leben
Sein Vater war als Anstreicher und Lackierer in einer Maschinenfabrik tätig. 1923 begann Prinz eine Lehre als Motorenschlosser. Seit 1927 war er KPD-Mitglied. 1928 trat er dem KJVD bei und wurde 1930 für die Kommunistische Jugendinternationale nach Moskau berufen. In den parteiinternen Machtkämpfen zwischen Heinz Neumann und Ernst Thälmann galt Prinz als Sympathisant Neumanns und verlor bei seiner Rückkehr nach Deutschland sämtliche Ämter.
Im Ruhrgebiet kämpfte er von Oktober 1932 bis Mai 1933 gegen den Nationalsozialismus. In Trier reorganisierte er die zerschlagene KP. 1935 wurde Prinz von seiner Partei nach Paris beordert. Anschließend übernahm er die Leitung der kommunistischen Emigration in den Niederlanden. Dort war er als Organisations- und Schulungsleiter tätig. Im Mai 1941 wurde er von der niederländischen Polizei bei einer Razzia verhaftet und kam in das Konzentrationslager Sachsenhausen. Nach Hochverratsprozess wurde er zu zwei Jahren und drei Monaten Zuchthaus verurteilt. Er kam in das Zuchthaus Münster, wurde aber schon im November 1942 zur Strafdivision 999 eingezogen.
Nach Kriegsende geriet er in britische Gefangenschaft. 1947 kehrte er nach Deutschland zurück. Im April 1948 wurde er zweiter Vorsitzender des Zonensekretärs der KPD in der französischen Besatzungszone. Im August 1949 wurde er zum Landesvorsitzenden der Hamburger KPD gewählt und war von 1949 bis 1952 Abgeordneter der Hamburger Bürgerschaft. Die KPD fand sich in einem Umfragetief. Prinz sollte sich in Hamburg um die geringe Akzeptanz der KPD bei den Wählern und den Gewerkschaften kümmern.
Entscheidender für seine Tätigkeit als Landesvorsitzender wurden jedoch die Forderungen nach einer „Säuberung“ von „Parteifeinden“, denn vom Parteivorstand wurde der Hamburger KPD vorgeworfen, dass sie sich zu wohlwollend „gegenüber Vertretern antisowjetischer und anderer parteifeindlicher Auffassungen“ gezeigt habe. Prinz verhinderte jedoch die meisten Parteiausschüsse der sogenannten „parteifeindlichen fraktionellen Gruppe“. Gegenüber der Ohne mich-Bewegung, die sich gegen die Wiederbewaffnung der Bundesrepublik, und von der KPD ohne Vorbehalt unterstützt wurde, nahm Prinz eine abweichende Meinung zu seiner Partei ein. Zum Verhängnis wurde ihm seine Einordnung als politischer Abweichler vor 1933.
Schon im Januar 1951 hatte Erich Mielke seine Verhaftung angeordnet. Im Februar befand sich Willi Prinz in Löwenberg in der DDR zu einer Tagung des KPD-Vorstands. Am 9. Februar wurde er überraschend von seinem Posten als KPD-Landesvorsitzender abgesetzt. Noch während der Tagung wurde er aufgefordert, zu einem „Kadergespräch nach Berlin“ zu kommen. Das Auto, das ihn abholte, lieferte ihn am 10. Februar 1951 in einem Gefängnis der DDR ab. Prinz sollte „Verbrechen“ gegen den Frieden, die Sowjetunion, die DDR und deren Führung gestehen. Ihm wurde auch vorgeworfen, dass er Harry Naujoks und Walter Müller nicht aus der Partei ausgeschlossen habe. Unter Androhung von lebenslanger Haft, Schlafentzug und Verbot jeglichen Kontaktes mit seiner Frau sollte Prinz ein „Geständnis“ ablegen. Als Prinz dies verweigerte, wurde er nach mehreren Wochen psychischer Folter von Mitarbeitern des MWD in die Mangel genommen. Diese drohten ihm Erschießung und Folter an. Als das nicht zum gewünschten Ergebnis führte, wurde Prinz in das MFS-Gefängnis Hohenschönhausen gebracht. Auch hier wurde pausenlos versucht, Prinz zu einem Geständnis zu bringen. Prinz verlor ein Drittel seine Körpergewichts. Wegen Vitaminmangels bekam er Vereiterungen und erkrankte an den Zähnen. Zeitweise wurde er verrückt.
Im April 1954 wurde Prinz aus der Haft entlassen. Ungeklärt ist wie es zur Haftentlassung kam. Laut einem SED-Mitarbeiter gebe es keine Anhaltspunkte, „dass der Genosse Prinz sich parteifeindlich betätigt hat oder sonstwie Verrat an der Partei übte“. Nach dem Willen der Partei sollte Prinz in der DDR leben, in die SED eintreten und in der Redaktion einer sächsischen Parteizeitung arbeiten. Prinz floh jedoch von Ost-Berlin nach West-Berlin und reiste von dort per Flugzeug weiter nach Hamburg. Prinz gelang jedoch kein politischer Neuanfang. Er arbeitete fortan in einer Maschinenfabrik und betrieb später mit seinem Bruder ein Geschäft für Landmaschinen.